# Laura Tato Fontaíña
Laura Tato Fontaíña   (Vigo, 14 de juliol de 1951) és una experta en literatura gallega especialitzada en teatre.
Llicenciada en Filologia Romànica per la Universitat de Santiago de Compostel·la el 1973, és doctora en Filologia Galego-Portuguesa el 1996 per la Universitat de la Corunya. Després d'exercir la docència durant quinze anys en l'ensenyament privat, actualment és professora titular de les Facultats de Filologia i Humanitats de la Universitat de la Corunya. Viu a la ciutat de Ferrol.
Està especialitzada en teatre gallec, particularment pel que fa a l'etapa anterior a la Guerra Civil. Va formar part de l'equip que coordinà l'obra Historia da Literatura Galega, de 5 volums, publicada per AS-PG i A Nosa Terra entre 1996 i 1998. Així mateix, va ser la directora filològica de la Biblioteca Virtual Gallega de la Universitat de la Corunya entre els anys 2001 i 2004. Des de la seva creació el 1997, dirigeix la Serie Azul, 'Literatura Teatral Galega', de les publicacions de la Bibliotexa-Arxiu Teatral 'Francisco Pillado Maior' també a la Universitat de la Corunya, de la qual és coordinadora científica.
És autora d'articles, i assajos i ha treballat en edicions, traduccions i diverses obres col·lectives i en la divulgació de la literatura gallega i del cinema.
Així mateix, ha estat distingida amb premis com el del "IV Certame de Investigación Lingüística e Literaria Ricardo Carvalho Calero" i el del " Vicente Risco de Ciencias Sociais".